# Keld Bordinggaard
Keld Bordinggaard (født 23. november 1962) er en dansk fodboldtræner og tidligere fodboldspiller. Han var senest cheftræner for Silkeborg IF og assistenttræner i Mainz 05. Sidenhen har Bordinggaard taget UEFAs Master for International Players. Han er i dag CEO i BORDINGGAARDFOOTBALL.

## Karriere
I sin aktive karriere spillede Keld Bordinggaard bl.a. for OB, VB og Silkeborg IF i den hjemlige liga. Han var kendt som en teknisk-kreativ spiller med et godt overblik. I 1983 var Bordinggaard med til at vinde “the Double”, det danske mesterskab og pokalturneringen, for Odense Boldklub. Efterfølgende tog hans aktive karriere ham til Wichita Wings i Kansas, USA, og til Panionios i Grækenland. Han afsluttede sin aktive karriere i henholdsvis Silkeborg IF i 1997.  
I 2000 spændte Bordinggaard igen støvlerne på, da præsenteret som spillende assistenttræner i Vejle Boldklub. Det blev overgangen til cheftrænerposten, og i 2001 blev Bordinggaard cheftræner i Vejle Boldklub. Med et hold bestående af unge talenter sikrede han klubben en 2. plads i 1. division og førte dermed klubben op i Superligaen. Da Keld Bordinggaard i 2002 sagde ja til jobbet som assistenttræner på det danske landshold, valgte Vejle Boldklub at satse på en permanent løsning på posten.
Fra 2002-2006 var Keld Bordinggaard assistenttræner for Morten Olsen og Danmarks fodboldlandshold, hvor han blandt andet var en del af den danske kvalifikation til EM i Portugal i 2004. I hans aktive karriere spillede han selv fire landskampe i de rød-hvide farver.
Han stod i spidsen for Danmarks U/21-landshold fra 2006 til 2011. Den 24. maj 2012 blev han præsenteret som ny cheftræner for Silkeborg IF som afløser for Troels Bech. Efter en række dårlige resultater, som placerede klubben sidst i Superligaen, blev han fyret den 11. november 2012.
I 2014 blev Bordinggaard præsenteret som en del af Kasper Hjulmands nye trænerteam i FSV Mainz 05, hvilket han var en del af indtil 2015. Sidenhen har hans fodboldrejse taget ham igennem træneruddannelser (UEFA Pro Licens) og UEFAs Master for International Players (MIP), som uddanner tidligere internationale spiller til overgangen til forskellige dele af sportmanagement. Han blev den første i verden til at have begge uddannelser.
Siden 2015 har Bordinggaard været grundlægger og CEO i konsulentvirksomheden BORDINGGAARDFOOTBALL, som assisterer fodboldklubber og forbund med strategisk management med fodboldspillet i centrum.